# Radoslaw
Radoslaw oder Radoslav (kyrillisch Радослав) ist ein slawischer Personenname.

## Herkunft und Bedeutung
Erster bekannter Namensträger war Radoslav, ein Fürst in Dalmatien (688).
Rad- kommt wahrscheinlich von rado, froh, stolz, -slaw möglicherweise von slawa Ehre, Ruhm oder sclavus Slawe.

## Varianten
- Radaslau – belarussisch
- Radoslav – tschechisch, serbokroatisch
- Radoslaw – bulgarisch
- Radosław – polnisch

## Namensträger

### Radoslav
- Radoslav (Dalmatien), Fürst in Dalmatien (688)
- Radoslav (Raszien), serbischer Fürst
- Stefan Radoslav (um 1192–1234), serbischer Monarch

- Radoslav Hecl (* 1974), slowakischer Eishockeyspieler
- Radoslav Kováč (* 1979), tschechischer Fußballspieler
- Radoslav Kunzo (1974–2023), slowakischer Fußballspieler
- Radoslav Látal (* 1970), tschechischer Fußballspieler
- Radoslav Nesterovič (* 1976), slowenischer Basketballspieler
- Radoslav Rochallyi (* 1980), slowakischer Schriftsteller und Dichter
- Radoslav Rogina (* 1979), kroatischer Radrennfahrer

### Radoslaw
- Radoslaw (Sebastokrator), bulgarischer Adliger im Zweiten Bulgarenreich
- Radoslaw Konstantinow (* 1983), bulgarischer Bahn- und Straßenrennfahrer
- Radoslaw Lukaew (* 1982), bulgarischer Tennisspieler
- Radoslaw Welikow (* 1983), bulgarischer Freistilringer und Weltmeister von 2006

### Radosław
- Radosław Babica (* 1979), polnischer Poolbillardspieler
- Radosław Cierzniak (* 1983), polnischer Fußballspieler
- Radosław Gilewicz (* 1971), polnischer Fußballspieler
- Radosław Kałużny (* 1974), polnischer Fußballspieler
- Radosław Majdan (* 1972), polnischer Fußballspieler
- Radosław Majecki (* 1999), polnischer Fußballspieler
- Radosław Majewski (* 1986), polnischer Fußballspieler
- Radosław Matusiak (* 1982), polnischer Fußballspieler
- Radosław Romanik (* 1967), polnischer Radrennfahrer
- Radosław Sikorski (* 1963), polnischer Politologe, Historiker, Politiker und Journalist
- Radosław Wojtaszek (* 1987), polnischer Schachspieler